# Sibylle Hoiman
Sibylle Hoiman (geboren 1970) ist eine deutsche Kunsthistorikerin. Im Dezember 2022 wurde sie zur neuen Direktorin des Kunstgewerbemuseums Berlin berufen.

## Leben
Sibylle Hoiman studierte zunächst Kunstgeschichte, Amerikanistik und Philosophie an der Technischen Universität Braunschweig, der Rheinischen Friedrich-Wilhelms-Universität Bonn und der Universität Wien. Anschließend folgte das Aufbaustudium Denkmalpflege und Bauforschung an der Otto-Friedrich-Universität Bamberg. Sie promovierte 2008 zum Thema Die Orangerie in Belvedere bei Weimar: Natur und Architektur im Kontext höfischer Repräsentation 1728–1928 an der Technischen Universität Berlin. Danach war sie als Stipendiatin am Deutschen Forum für Kunstgeschichte in Paris und an der ETH Zürich tätig. Sie wechselte dann ans Bauhaus-Archiv / Museum für Gestaltung, Berlin, wo sie zahlreiche Ausstellungen realisierte. Sie arbeitete im Anschluss zunächst für die Stiftung Preußische Schlösser und Gärten Berlin-Brandenburg und leitete danach das Botanische Museum Berlin. 2020 übernahm sie die Leitung des Baukunstarchivs der Berliner Akademie der Künste. Im Dezember 2022 wurde sie von den Staatlichen Museen zu Berlin als neue Leiterin des Berliner Kunstgewerbemuseums vorgestellt.

## Veröffentlichungen (Auswahl)
- Die Natur ins Haus holen, zur Architektur von Orangerien und Gewächshäusern im 18. und 19. Jahrhundert, in Jürgen Landwehr: Natur hinter Glas, Röhrig, St. Ingbert 2003, ISBN 3-86110-347-8, S. 47–70.
- Ludwig Persius – Architekt des Königs: Baukunst unter Friedrich Wilhelm IV., Stiftung Preußische Schlösser und Gärten Berlin-Brandenburg, Potsdam 2003.
- Die Orangerie in Belvedere bei Weimar, eine höfische Bauaufgabe zwischen Schaulust und Botanik, in Reinhard Wegner: Kunst – die andere Natur, Vandenhoeck & Ruprecht, Göttingen 2004, ISBN 3-525-47500-4, S. 100–124.
- Le culte des grands hommes dans les jardins paysages, le tombeau de Jean-Jacques Rousseau sur l’île des Peupliers à Ermenonville, in Thomas W. Gaehtgens, Gregor Wedekind: Le culte des grands hommes 1750–1850, Éditions de la Maison des Sciences de l’homme, Paris 2009, ISBN 978-2-7351-1222-7, S. 173–193.
- mit Vittorio Magnago Lampugnani: Novartis campus: a contemporary work environment ; premises, elements, perspectives, Hatje Cantz, Ostfildern 2009, ISBN 978-3-7757-2053-3.
- Luise. Die Inselwelt der Königin: ein Spaziergang über die Pfaueninsel – Positionen zeitgenössischer Kunst, Stiftung Preußische Schlösser und Gärten Berlin-Brandenburg, Berlin 2010, ISBN 3-910068-00-6.
- mit Edgar Bierende, Anna Minta, Matthias Noell: Helvetische Merkwürdigkeiten: Wahrnehmung und Darstellung der Schweiz in der Kunst- und Kulturgeschichte seit dem 18. Jahrhundert, Peter Lang Internationaler Verlag der Wissenschaften, Bern 2011, ISBN 978-3-0351-0091-4.
- Der Barkenhoff von Heinrich Vogeler in Worpswede, Anmerkungen zur Typologie des Künstlergartens, in Gianna A. Mina: Tra universo privato e spazio pubblico: case di artisti adibite a museo, Museo Vincenzo Vela, Ligornetto 2011, ISBN 978-3-9523580-8-5, S. 169–184.
- Der Garten als historisches Monument, von der Pflege der Gärten zur institutionalisierten Gartendenkmalpflege, in Stefan Schweizer, Sascha Winter: Gartenkunst in Deutschland, Schnell und Steiner, Regensburg 2012, ISBN 978-3-7954-2605-7, S. 38–52.
- Poesie und Industrie: Barbara Schmidt: Porzellandesign, Ausstellungskatalog, Bauhaus-Archiv, Museum für Gestaltung, Berlin 2013, ISBN 978-3-922613-49-7.
- Die Orangerie in Belvedere bei Weimar: Natur und Architektur im Kontext höfischer Repräsentation 1728–1928, zugleich Dissertation 2008, Technische Universität Berlin, Berlin 2015.
- Moving forward: Siegerentwurf und Preisträger für das neue Bauhaus-Archiv/Museum für Gestaltung, Ausstellungskatalog, Bauhaus-Archiv/Museum für Gestaltung, Berlin 2015, ISBN 978-3-922613-57-2.
- „Weltverbesserungsplaner“ oder „Wolf im Schafspelz“, Hannes Meyer und das Bauhaus, in Gregory Grämiger, Ita Heinze-Greenberg, Lothar Schmitt: Die Schweizer Avantgarde und das Bauhaus, gta Verlag, Zürich 2019, ISBN 978-3-85676-399-2, S. 146–158.
- Fred Forbat, Erinnerungen eines Architekten aus vier Ländern, Bauhaus-Archiv, Berlin 2019, ISBN 978-3-922613-60-2.
- Werner Düttmann – Nachdenken über Architektur: Reden und Schriften, Ernst Wasmuth Verlag, Berlin 2021, ISBN 978-3-8030-2226-4.